# Gonomyia (Leiponeura) degeneri
Gonomyia (Leiponeura) degeneri is een tweevleugelige uit de familie steltmuggen (Limoniidae). De soort komt voor in het Australaziatisch gebied.